# Izbište
Izbište (en serbe cyrillique : Избиште ; en hongrois : Izbiste ; en allemand : Izbischte) est une localité de Serbie située dans la province autonome de Voïvodine. Elle fait partie de la municipalité de Vršac dans le district du Banat méridional. Au recensement de 2011, elle comptait 1 464 habitants.
Izbište, officiellement classé parmi les villages de Serbie, a vu naître le partisan yougoslave Žarko Zrenjanin Uča, qui fut tué en 1942 en tentant d’échapper à l’occupant nazi.

## Géographie

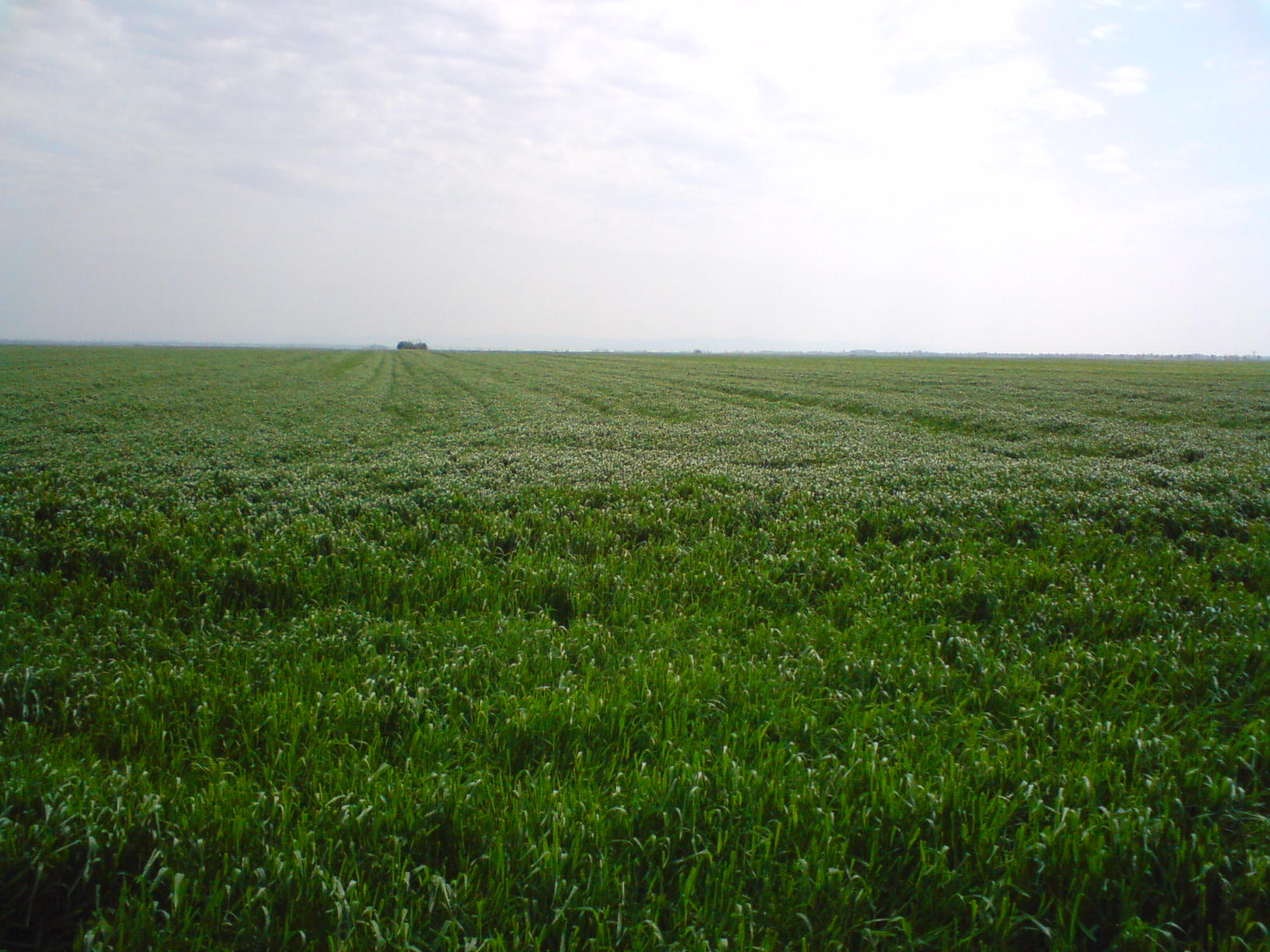
Champ de blé à Izbište
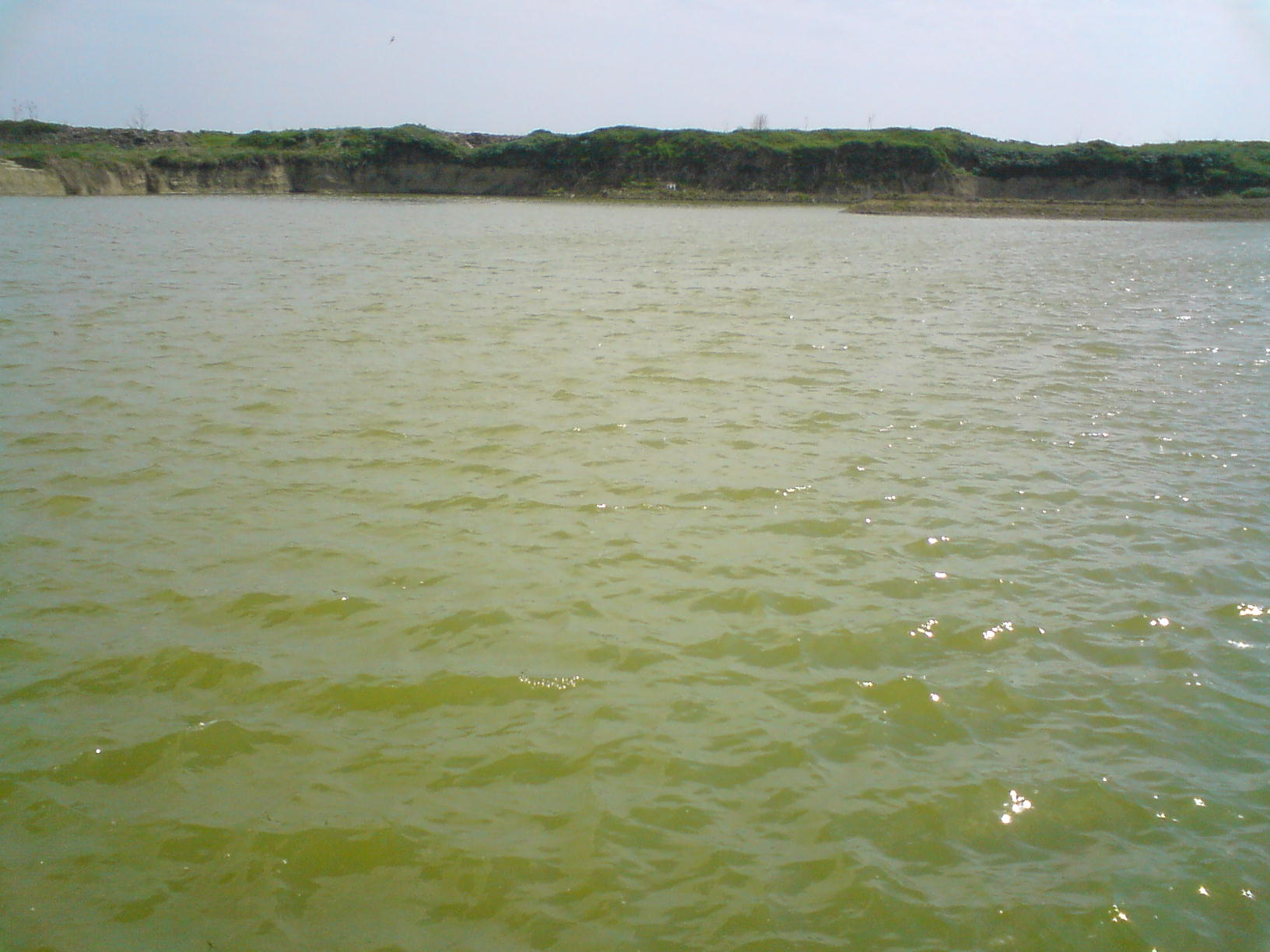
Le lac d'Izbište

## Démographie

### Évolution historique de la population
| 1948  | 1953  | 1961  | 1971  | 1981  | 1991  | 2002  | 2011  |
| ----- | ----- | ----- | ----- | ----- | ----- | ----- | ----- |
| 2 506 | 2 410 | 2 408 | 2 257 | 2 094 | 2 004 | 1 728 | 1 464 |

|  |

## Culture

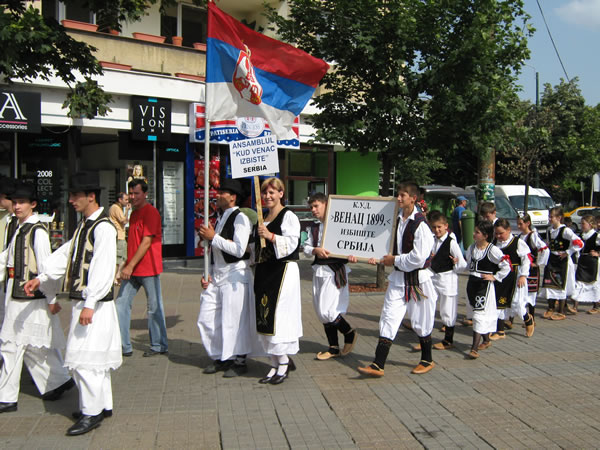
Défilé folklorique à Izbište